# Burg Lichtenfels (Lichtenfels)
Die Burg Lichtenfels ist eine Burg in der nach ihr benannten Gemeinde Lichtenfels im Landkreis Waldeck-Frankenberg in Hessen (Deutschland). Sie liegt auf einem Bergsporn über der Ortschaft Dalwigksthal und läutet von oben den Eintritt des Eder-Zuflusses Orke in die Örksche Schweiz (Waldeckische Schweiz) ein.

## Geographische Lage
Die Höhenburg steht etwa 700 m ostsüdöstlich des Lichtenfelser Gemeindeteils Dalwigksthal über dem wald- und windungsreichen Tal des westlichen Eder-Zuflusses Orke, der in Dalwigksthal von der Wilden Aa („Aar“) gespeist wird. Sie befindet sich auf dem 383 m hohen Nordostausläufer des Eisenbergs (432,4 m ü. NN).

## Geschichte
Die Burg Lichtenfels wurde im Jahr 1189 durch den Corveyer Abt Witukind von Spiegel als Höhenburg erbaut, kurz danach zerstört und zwischen 1223 und 1230 von Abt Hermann I. neu errichtet. Am 21. Juli 1267 verpfändete Corvey dem Grafen Adolf I. von Waldeck unter anderem die Burg Lichtenfels. Nach heftigen Fehden musste Corvey 1297 dem Grafen Otto I. von Waldeck endgültig den Besitz der Burg zugestehen. Die Familie Nymmes war eine der Burgmannsfamilien auf Lichtenfels und Pfandbesitzer der Burg sowie des benachbarten Gebiets zwischen Orke, dem Hof Treisbach und der Burg Lichtenfels, das dabei auch an Waldeck gelangte. Die Burg war dann ab 1413 lange Sitz eines Zweiges der Herren von Dalwigk, Lehnsmannen der Waldecker Grafen.
Zur Burg gehörte im Mittelalter eine Talsiedlung mit Kirche. Im Jahr 1598 ist die Rede von „Ensenbecke“ und im 14. Jahrhundert und zum Ende des 18. Jahrhunderts von „Eisenbeck“. Das heutige Dorf Dalwigksthal entstand erst 1851.
Die Erzbischöfe von Köln erhoben als Herzöge von Westfalen wiederholt Anspruch auf die im Amt Lichtenfels gelegenen Orte Münden, Neukirchen und Rhadern, was im 16. und 17. Jahrhundert zu langwierigen Prozessen und Kämpfen führte. Im Lauf dieser Auseinandersetzungen wurde die Burg vermutlich zu Beginn des 17. Jahrhunderts erneut zerstört. Ein teilweiser Wiederaufbau fand 1631 statt, ein umfassender folgte zwischen 1908 und 1914.

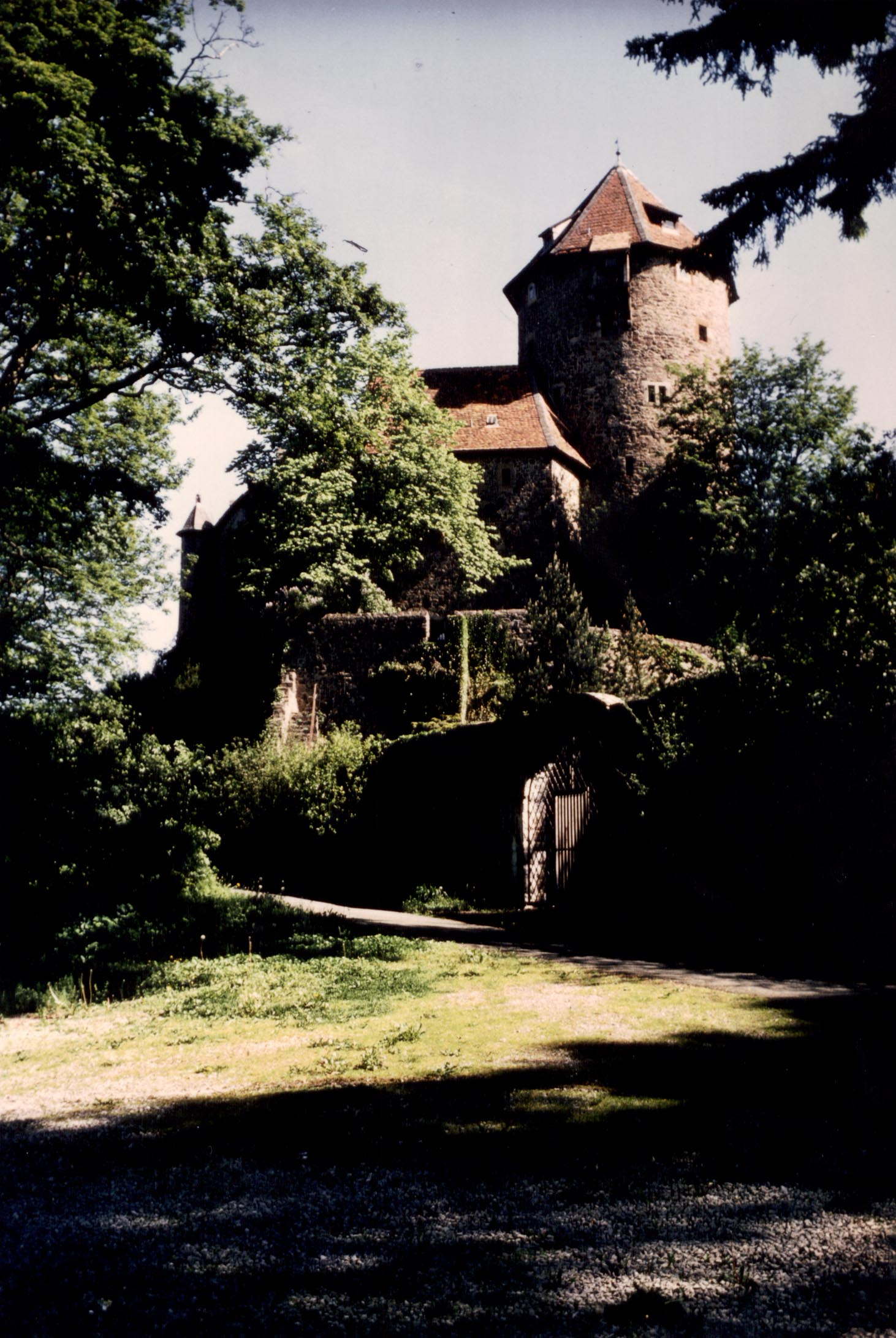
Bergfried (1981)

## Heutige Nutzung
In den 1960er Jahren war die vollkommen sanierte Burg Erholungsheim der Anker-Werke aus Bielefeld. Ende der 1980er Jahre kauften der Unternehmer Tan Siekmann, Gründer des Unternehmens Biodata, und seine Eltern die wiederum reparaturbedürftige Burg und restaurierten sie umfassend, wonach sie zeitweise als Unternehmenssitz der 2001 in Konkurs gegangenen Biodata genutzt wurde. Seit 2004 ist die Burg Sitz des wiederum von Siekmann geleiteten Unternehmens Safe-com.